# Contagious - Epidemia mortale
Contagious - Epidemia mortale (Maggie) è un film del 2015 diretto da Henry Hobson, con protagonisti Arnold Schwarzenegger e Abigail Breslin.
Il film è stato presentato al Tribeca Film Festival il 22 aprile 2015.

## Trama
Un virus, noto come Necroambulist, che trasforma lentamente gli umani in creature simili a zombie, si sta propagando per tutto il globo. In questo scenario distopico e post-apocalittico, la società continua lo stesso a sopravvivere e a funzionare ma a caro prezzo: gli agricoltori bruciano i loro campi e le colture per prevenire ulteriori contaminazioni, mentre le metropoli ancora abitate seguono rigide leggi marziali per garantire l'integrità di coloro che non sono infetti e quindi la salvezza della razza umana.
Maggie Vogel, che è intrappolata in città durante il coprifuoco notturno, termina una chiamata con suo padre per poi essere presa da alcuni funzionari armati e portata in un ospedale con altre persone infette. Maggie è stata morsa sul braccio e l'infezione sta per diffondersi gradualmente su tutto il corpo. Il padre di Maggie, Wade, va a recuperare la figlia in ospedale e grazie all'aiuto da parte di un medico, il dottor Vern Kaplam, ottiene il permesso di portarla a casa per trascorrere il tempo insieme prima che il virus progredisca fino al punto in cui lei dovrà essere messa per legge in quarantena.
Quando Maggie giunge a casa, i suoi fratellini Bobby e Molly vengono trasferiti dalla loro zia mentre la ragazza trascorrerà il tempo che le rimane con suo padre e con Caroline, la matrigna. Nei giorni seguenti Wade brucia il suo campo mentre Maggie cerca di contattare i suoi amici. Un giorno Maggie cade dall'altalena e si spezza un dito, dal quale fuoriesce del sangue nero. Orripilata, se lo mozza e lo getta nella spazzatura, dato che ormai non sente più il dolore, per poi andare incontro al vicino di casa Nathan e sua figlia Julia, infetti. Wade uccide a malincuore i due zombie e viene in seguito visitato da Bonnie, la moglie di Nathan e madre di Julia, la quale gli spiega di aver celato l'infezione di suo marito e sua figlia per evitare la quarantena, dato che i dottori hanno trattato la bambina come una cavia da laboratorio. All'alba la donna viene arrestata dalla polizia.
Maggie viene visitata da Vern, il quale le mente dicendole che l'infezione non è grave per poi prendere in disparte Wade e suggerigli le tre opzioni che gli rimangono: può trasferire sua figlia in quarantena, farle bere un "cocktail" di medicinali che la sopprimerebbe dolorosamente, oppure ucciderla una volta che si sarà completamente tramutata in un mostro cannibale. Il primo sintomo che lei stia mutando del tutto sarà quello di perdere l'appetito per poi percepire l'odore delle persone come profumo di cibo. Vern informa Wade che scriverà un rapporto della visita incorretto per permettergli di passare più tempo possibile con Maggie prima che arrivi l'ora.
In seguito Maggie viene visitata dalla sua amica Allie, che la porta fuori a trascorrere una serata con gli amici. Si radunano intorno a un fuoco e qui Maggie si ritrova con un ragazzo chiamato Trent, a cui è legata sentimentalmente, che è infetto dal Necroambulist come lei. Il giovane dice che suo zio lavora in un reparto speciale in ospedale e gli ha rivelato che la quarantena consiste semplicemente nel rinchiudere le persone infette in una sala e lasciare che si divorino a vicenda. Al termine della serata Maggie e Trent si scambiano un bacio. Il giorno seguente Maggie nota che i suoi occhi stanno perdendo il colore e sente un forte odore di cibo mentre Caroline si rende conto che l'odore che sentiva era lei. In seguito riceve una chiamata al telefono da parte di Trent, ma al suo arrivo a casa sua vede il padre di lui che punta un fucile sulla porta della sua camera: ormai Trent sta per tramutarsi completamente e si è rinchiuso rifiutando di essere trasferito. Maggie cerca di parlargli per confortarlo, poi le forze dell'ordine irrompono per catturarlo e lo portano via.
Intanto le condizioni di Maggie stanno peggiorando e mentre sta tornando a casa sente dei lamenti di una volpe e va a prendere il fucile di suo padre Wade, e arrivata nel bosco, trova la volpe intrappolata e terrorizzata dalla sua presenza in una gabbia e si china ad annusarla. In seguito corre a casa con la faccia sporca di sangue. Terrorizzata, Caroline supplica Wade di chiamare la polizia per portare Maggie in quarantena ma Wade si rifiuta e Caroline decide di andarsene. Ad un certo punto giungono lo sceriffo Ray con il suo collega Holt chiedendo di vedere Maggie, ma Wade intuisce che la vogliono portare via; ne nasce un conflitto, ma infine Ray decide di rinunciare a prendere Maggie e si allontana, dicendo però a Wade che prima o poi dovrà tornare.
Wade conduce Maggie in un bosco e le mostra un giardino di margherite che fu piantato da sua madre per lei. È l'unica cosa che Wade può mostrare a Maggie per cercare di risollevarle l'umore e le giura di non farla portare via da nessuno: Maggie allora supplica suo padre, dicendogli che quando sarà il momento di morire vuole che sia lui a farlo e nessun altro. Ritornati a casa, Wade riceve un'ultima visita da parte del dottor Vern che consiglia a Wade di usare il fucile.
Ormai Maggie è quasi completamente trasformata. Il mattino dopo Wade se ne sta seduto sulla poltrona armato di fucile, che però è privo della pallottola. Maggie vede suo padre (che finge di dormire) e si avvicina chinandosi ad annusarlo. Inaspettatamente, la ragazza lo bacia sulla fronte e tornando al piano di sopra raggiunge il punto più alto della casa. Wade si alza dalla poltrona ma prima che possa raggiungere la figlia, Maggie salta dal tetto mentre i suoi occhi diventano completamente neri. Nei suoi ultimi istanti di vita, Maggie ha un flashback della sua infanzia con sua madre ancora viva, e l'ultimo ricordo che ha è mentre coglie una margherita.

## Produzione
Originariamente adocchiato da Timur Bekmambetov nelle vesti di produttore, il progetto nasce da una sceneggiatura presente nella Black List (che contiene i migliori script non ancora adattati per il cinema) del 2011 e scritta da John Scott 3. Henry Hobson, meglio noto per aver diretto spot pubblicitari, fu subito ingaggiato per dirigere il film, qui al debutto cinematografico. Maggie ha avuto una produzione lunga, essendo stato più volte posticipato per mancanza di finanziatori disposti a investire sul film. Inizialmente fu scelta Chloë Grace Moretz per il ruolo della protagonista, con la quale si avviarono le trattative nel maggio 2012, senza però alcun successo. L'inizio delle riprese del film erano inizialmente previste per settembre 2012, con un budget di partenza di 5 milioni di dollari, ma il progetto fu accantonato finché, nel maggio 2013, l'annuncio ufficiale dell'ingresso di Arnold Schwarzenegger nella doppia veste di attore e produttore ha dato il via libera definitivo alla preproduzione. Il film è costato 4,5 milioni di dollari.

## Accoglienza
Il film ha incassato nelle sale cinematografiche 1663165 $, ai quali vanno aggiunti 3335351 $ dalle vendite dei DVD e Blu-ray per il mercato home video. In Italia l'incasso è stato di  337960 $, grazie anche al fuorviante titolo italiano Contagious che lascia intendere che si tratti del tipico horror commerciale sul tema zombie.
Accolto con critiche miste dalla critica e dal pubblico, su Rotten Tomatoes detiene il voto critico complessivo del 60% con il commento: "Contagious a volte barcolla un po' goffamente, ma si riscatta parzialmente con delle performance potenti e un tono inaspettatamente riflessivo".

## Distribuzione
Il film è stato distribuito nelle sale statunitensi l'8 maggio 2015, distribuito da Lionsgate. In Italia è uscito il 25 giugno 2015, distribuito da M2 Pictures.
Il film fa il suo primo passaggio televisivo su Sky Cinema1, canale della pay TV Sky, il 13 luglio 2016 con il solo di titolo di Contagious.